# Bråvikenbranten

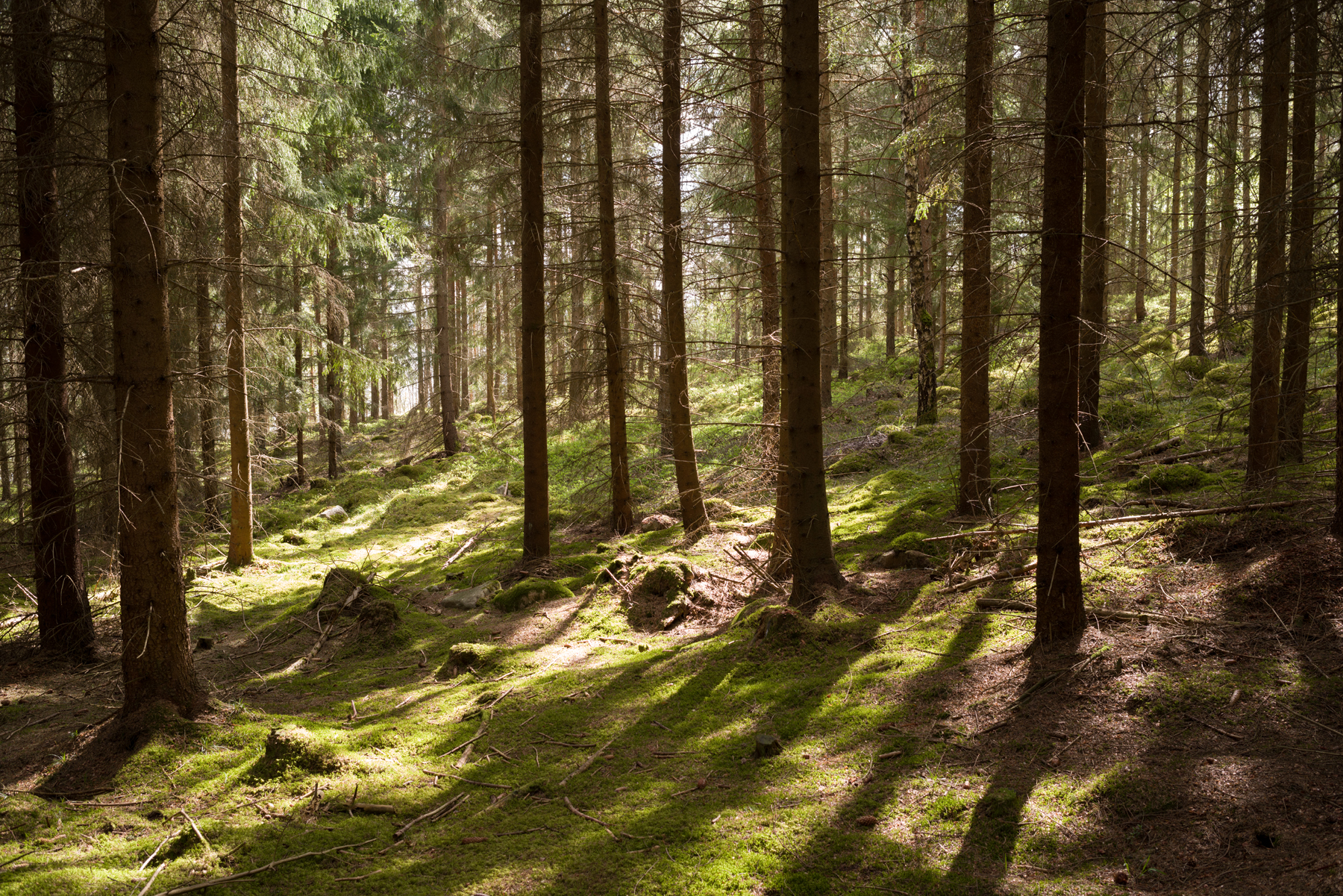
Bråvikenbrantens tallar, bild tagen nedanför Skvättan i östra delen av reservatet

Bråvikenbranten är ett naturreservat i Norrköpings kommun i Östergötlands län.
Området är naturskyddat sedan 2007 och är 182 hektar stort. Reservatet omfattar branter vid norra stranden av Bråviken. Reservatet består av grova tallar.